# 곤도 고지 (축구 선수)
곤도 고지(일본어: 今藤 幸治, 1972년 4월 28일 ~ 2003년 4월 17일)는 일본의 전 축구 선수이다.

## 구단 경력
1991년 일본 사커 리그의 마쓰시타 전기(감바 오사카)에 입단했다. 1998년까지 133경기에 출전하여, 4득점을 넣었다. 1998년후 현역 은퇴.

## 국가대표팀 경력
그는 1994년 기린컵에 참가할 일본 국가대표팀에 발탁되었으며, 5월 22일 오스트레일리아와의 경기에서 데뷔했다. 그는 국제 A매치 통산 2경기에 출전했다.

## 사망
2003년 4월 17일, 곤도 고지는 뇌종양으로 인해 30세의 나이로 생을 마감했다.

## 통계
| 일본 | 일본 | 일본 |
| 연도 | 출전 | 득점 |
| ---- | ---- | ---- |
| 1994 | 2    | 0    |
| 통산 | 2    | 0    |